# 우정론

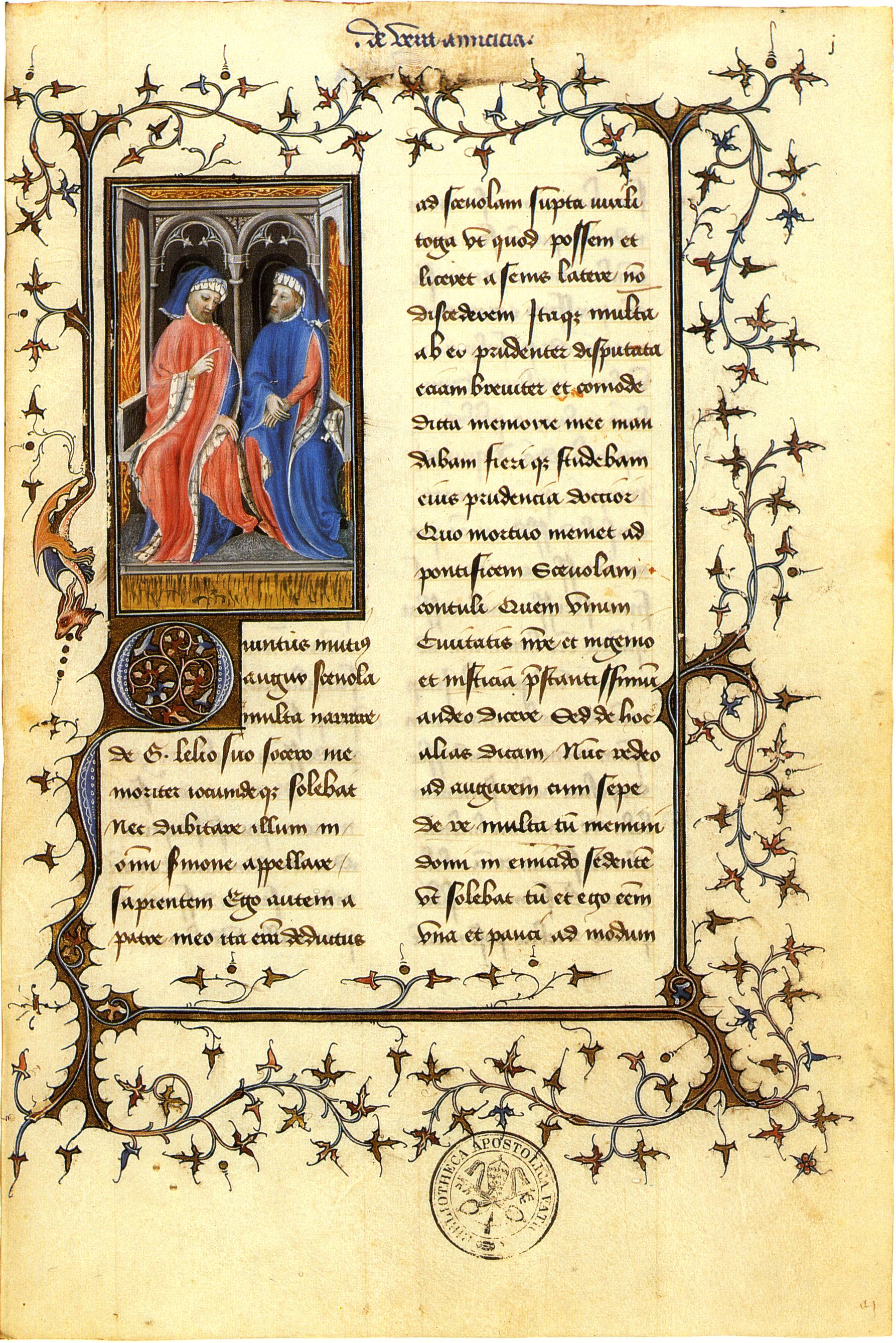
15세기 문헌

우정론(友情論, Laelius de Amicitia, 간단히 De Amicitia, 기원전 44년)은 키케로의 작품이다.
<노년론>(기원전 45-기원전 44)과 <운명론>(기원전 44)에 이어 <의무론>과 함께 키케로의 철학적 저작의 최후를 장식하는 주옥편. 우정의 의의와 가치를 규정하고 그 존속의 조건을 논하면서 참된 우정은 '덕'의 기초 위에서만 확립된다고 설파한다. 면밀한 논리나 문제 추구의 심오한 면은 결여되어 있으나 유려한 명문으로 널리 애독되는 키케로의 대표적 저작 가운데 하나이다.